# 남비봉팔탄 나들목
남비봉팔탄 나들목(S.Bibong-Paltan IC)은 경기도 화성시 비봉면 청요리에 설치된 수도권제2순환고속도로의 3번 교차로이다. 개통 전에는 남비봉 나들목으로 알려졌다.

## 역사
- 2017년 2월 8일 : 나들목 신설을 위해 화성시 도시계획시설 교통광장에 비봉면 청요리 일원을 고시[1]
- 2021년 4월 28일 : 수도권제2순환고속도로 마도 ~ 화성 구간 개통과 함께 남비봉팔탄 나들목으로 통행 개시[2]

## 구조물 정보
수도권제2순환고속도로와 연결된 교차로와 국도 제39호선과 연결된 교차로 모두 입체 교차로 형태로 되어 있다. 고속도로 본선과 연결된 입체 교차로는 트럼펫형 구조이나, 국도 제39호선과 연결된 입체 교차로는 다이아몬드형 구조로 되어 있다.
- 위치 : 경기도 화성시 비봉면 청요리

## 접속하는 도로
- 국도 제39호선 (서해로)
- 화성시도 제78호선 (푸른들판로)
- 간접 연결 : 지방도 제322호선 (주석로, 청요사거리 이용)